# Fustanelle
La fustanelle est la jupe plissée traditionnelle des hommes de certaines régions des Balkans, notamment en Albanie, en Macédoine du Nord et en Grèce. Elle n'est pas spécifique d'une ethnie mais partagée par plusieurs, est maintenue par une large ceinture de cuir à poches, et les costumes traditionnels dont elle est un élément, comprennent souvent un gilet brodé nommé fermel ou kožok, des chaussures de cuir nommées opingas ou opintsi et un couvre-chef nommé kapa, fez ou quélèche,.
« Mais l'idée que vous vous faisiez des riches était à peu près aussi pertinente que celle qui amène les Dupondt, dans Objectif Lune, à s'attifer de fustanelles pour paraître Syldaves ».

## Grèce
En Grèce, elle est portée notamment par les evzones, et est censée comporter 400 plis, représentant le nombre d'années de l'occupation ottomane. En 1838, le roi Othon de Grèce choisit de faire peindre son portrait officiel en fustanelle, s'inscrivant ainsi dans la tradition vestimentaire grecque.

## Dans la culture populaire
Elle a donné son nom à un genre particulier du cinéma grec : le « film en fustanelle ».

## Galerie

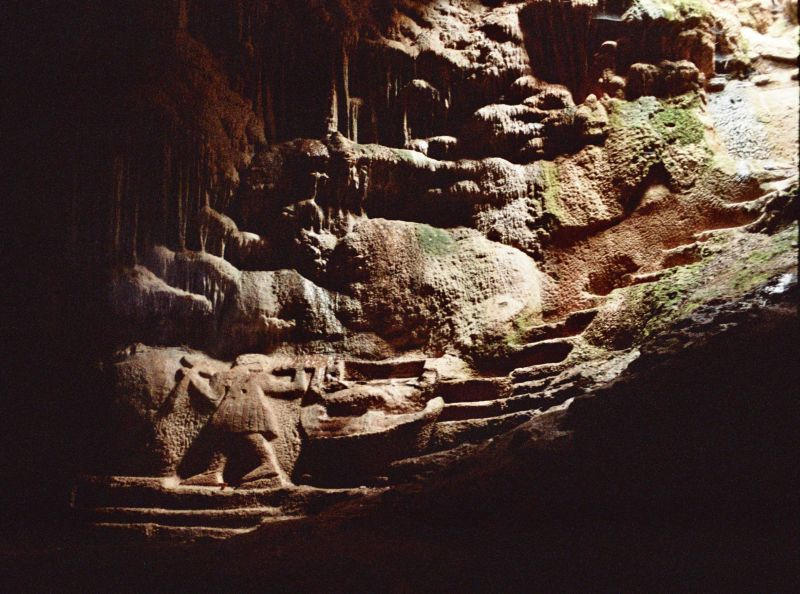
Fustanelle sculptée (en bas à gauche) dans la grotte Vari.
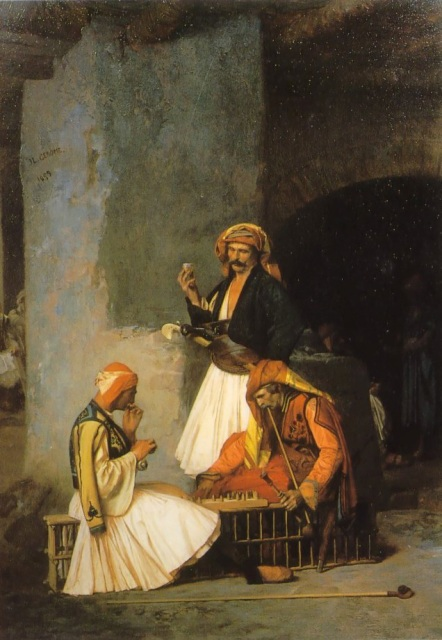
Arnaoutes jouant (mercenaires albanais), par Jean-Léon Gérôme.
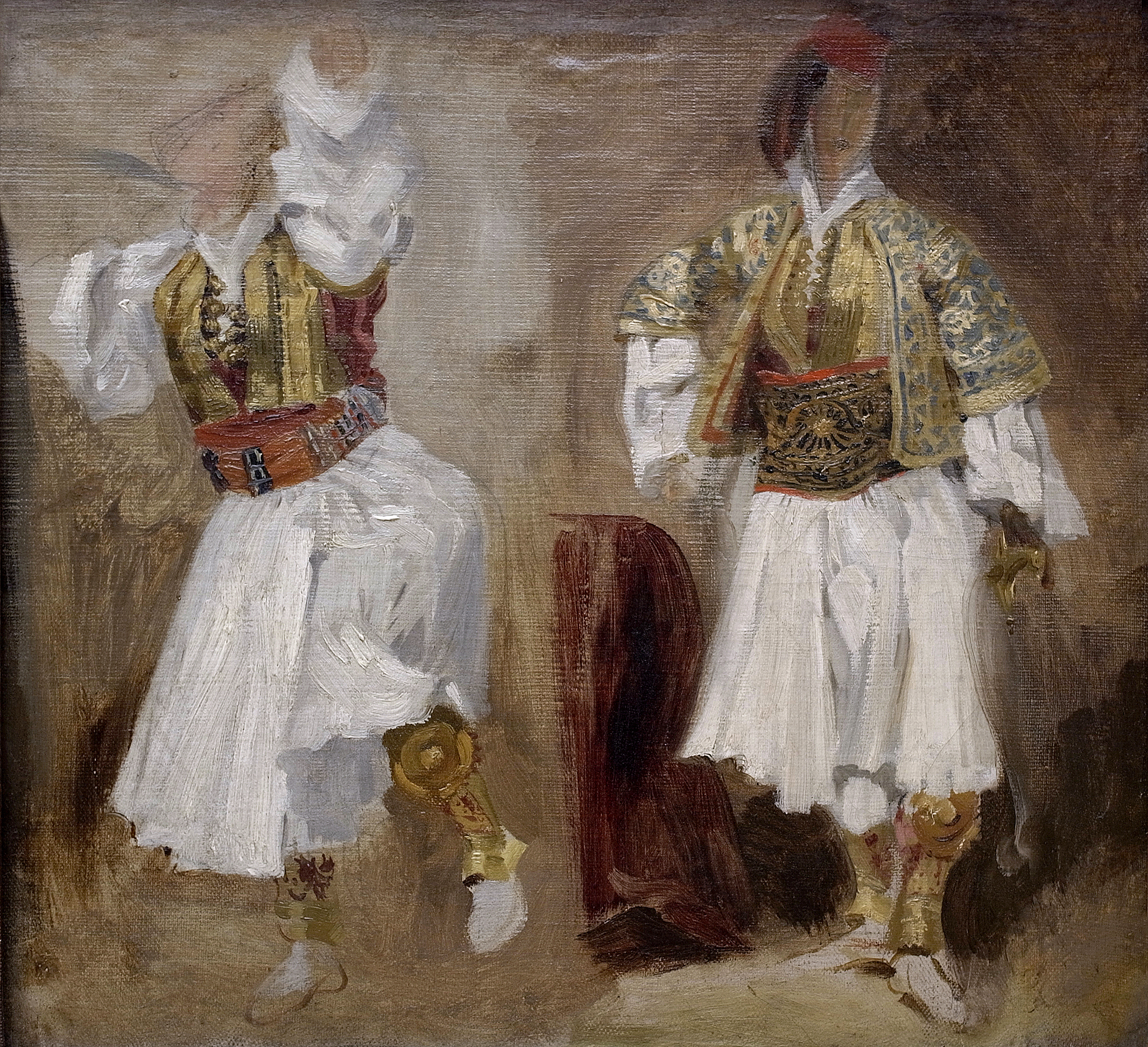
Fustanelles souliotes, par Eugène Delacroix.
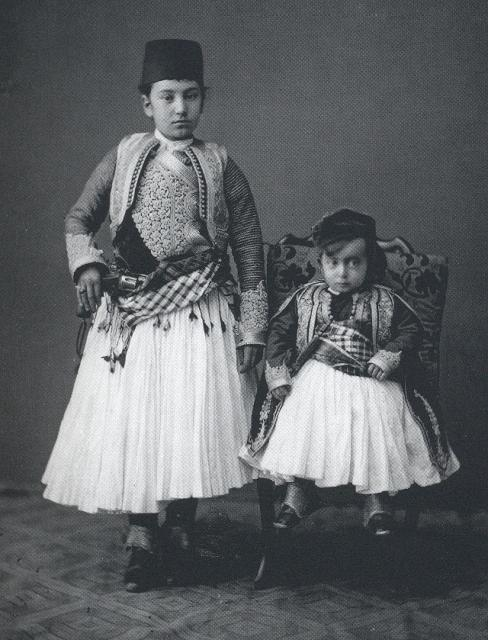
Enfants de Shkodër (Albanie) en fustanelle vers 1860.
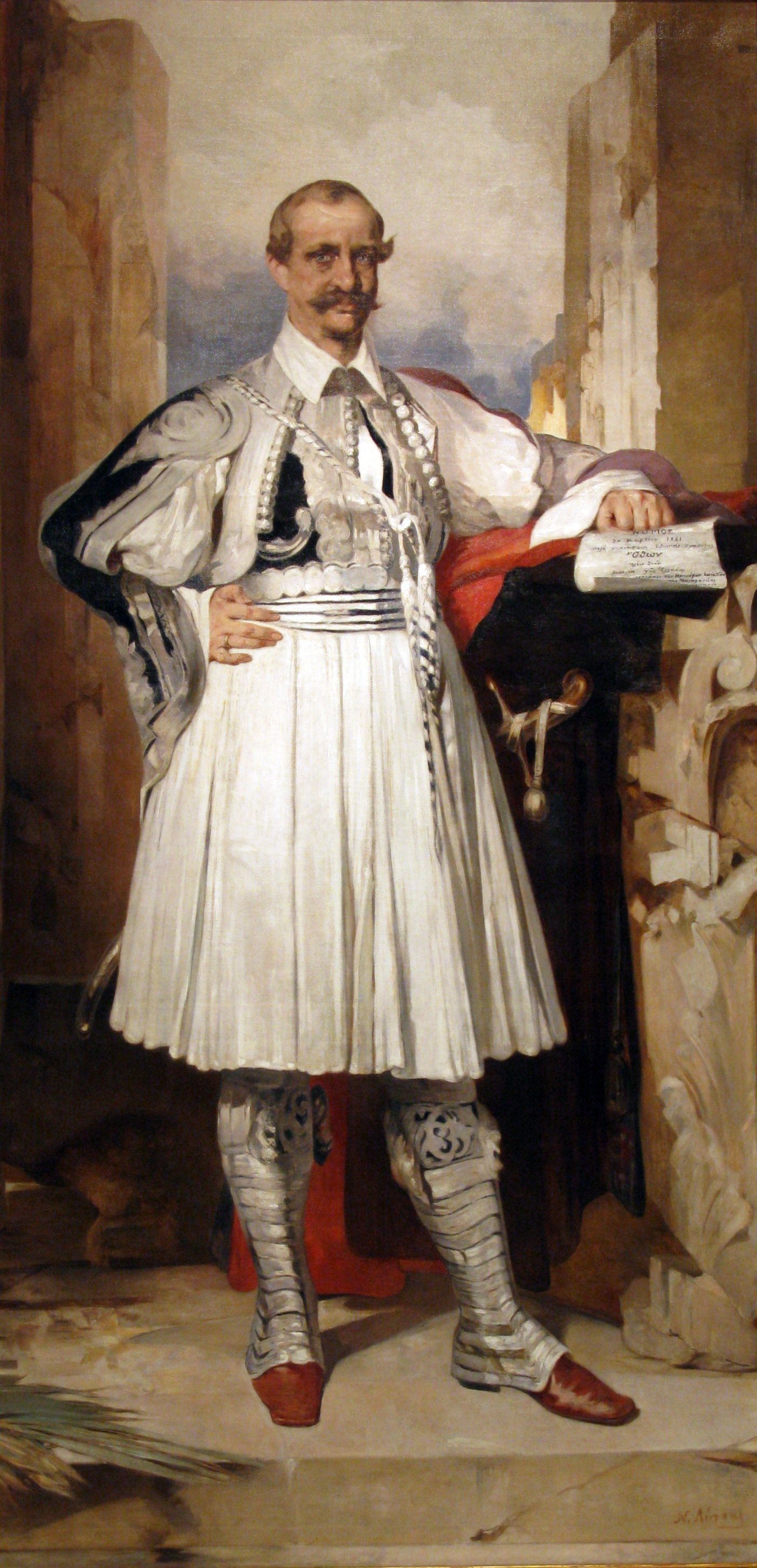
Le roi Othon de Grèce en fustanelle, par Nikifóros Lýtras.
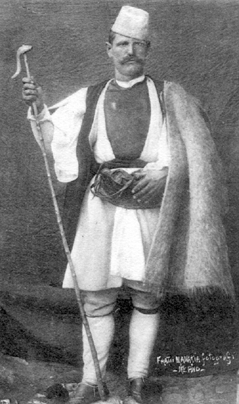
Un Valaque de Macédoine en fustanelle vers 1900, dans les archives des frères Manákis.
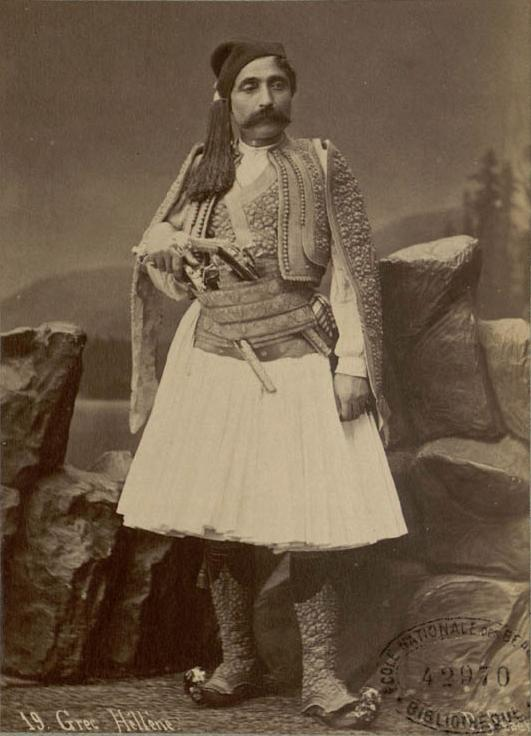
Grec en fustanelle au XIXe siècle (photographie de Pascal Sébah).
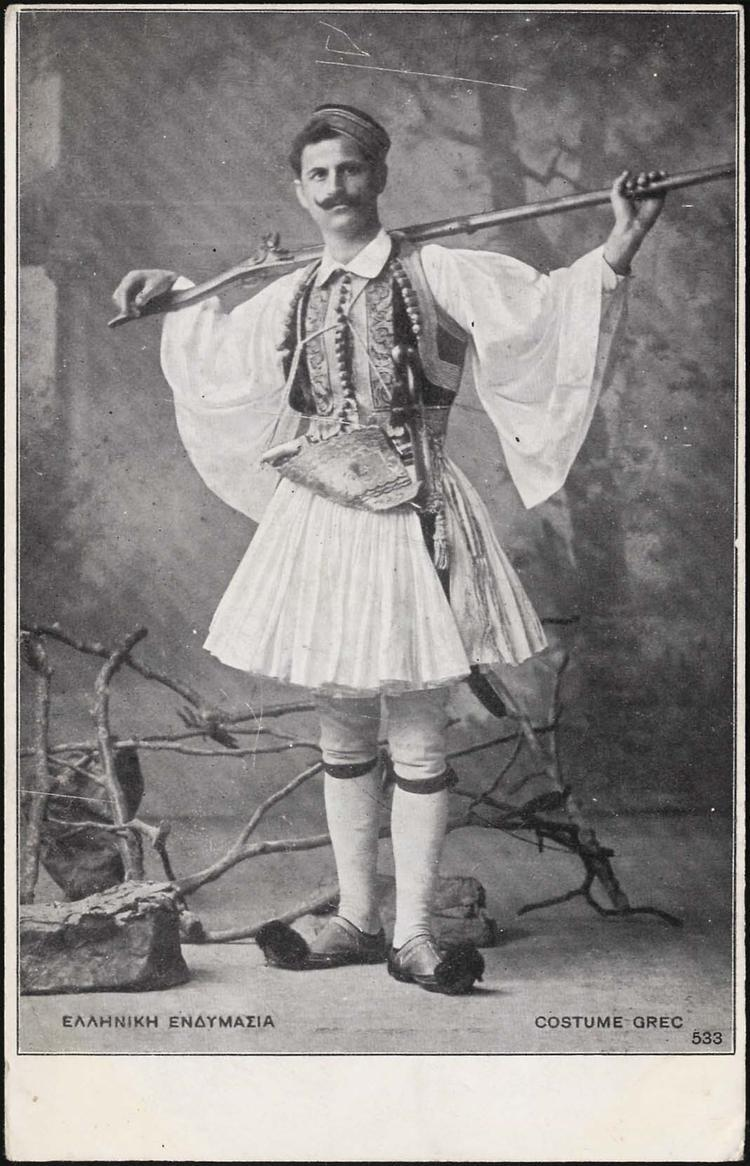
Reconstitution début XXe siècle du « costume traditionnel grec » à fustanelle.
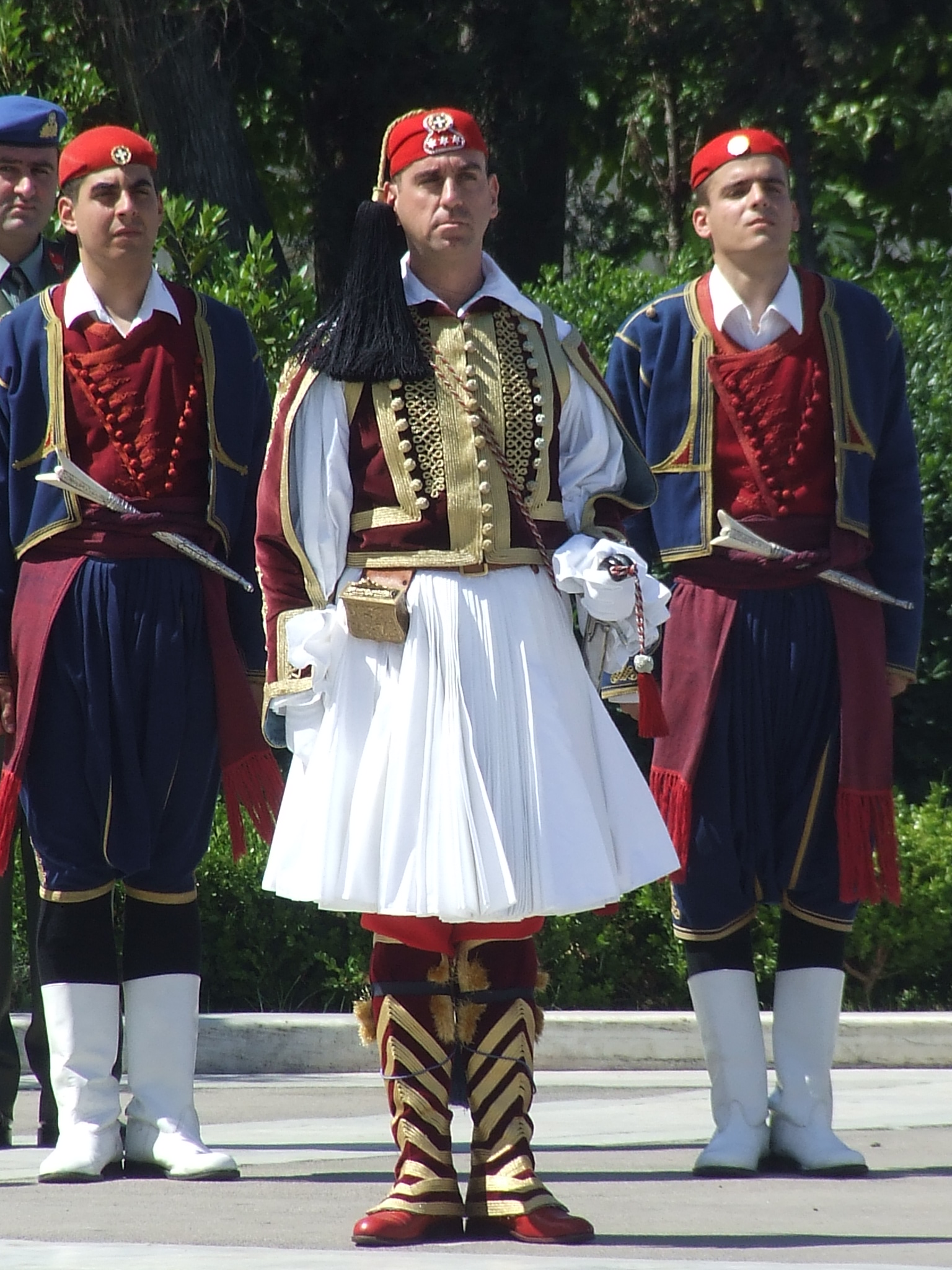
Evzone de la garde présidentielle grecque.
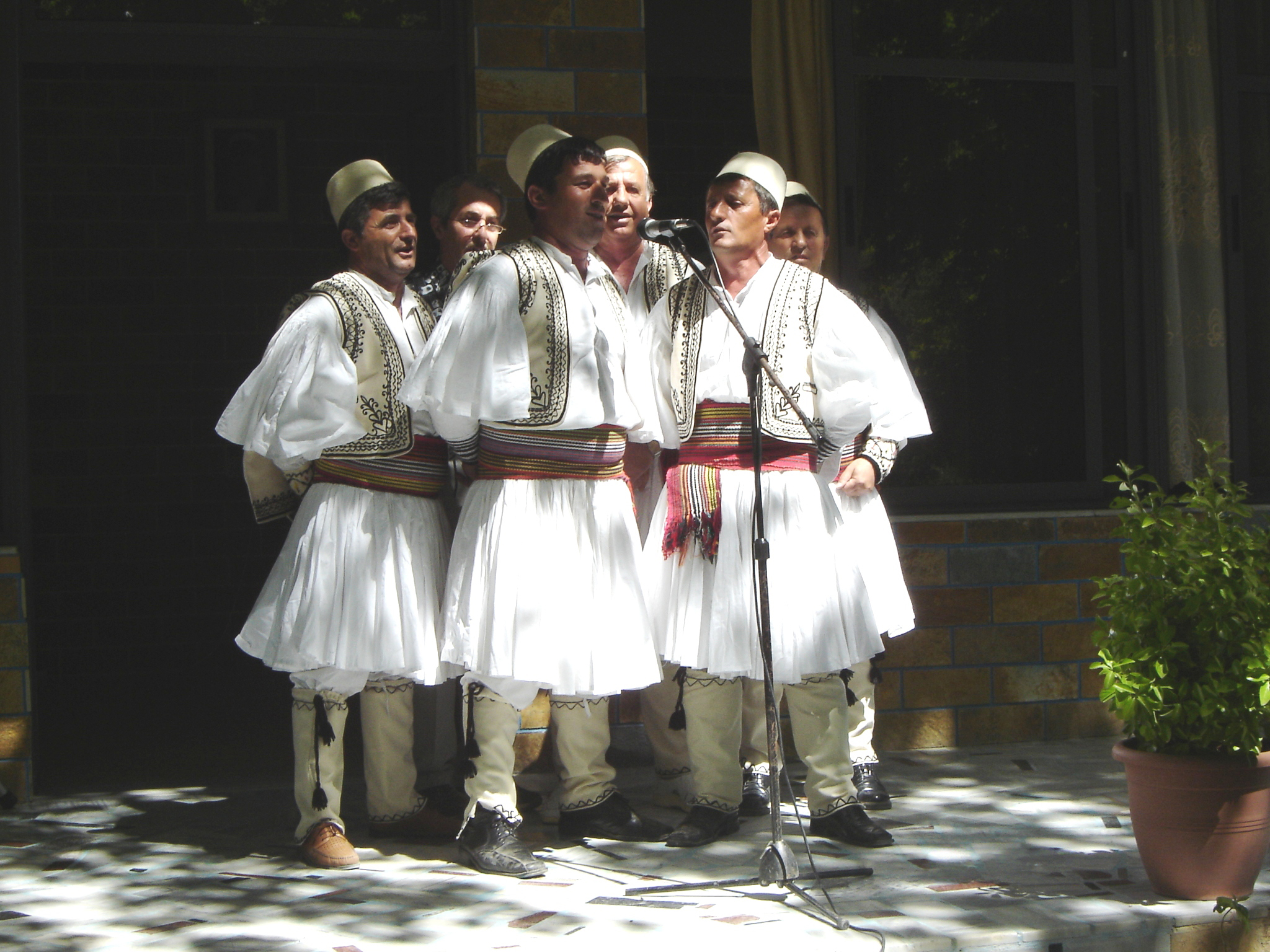
Chanteurs traditionnels de Skrapar (Albanie) en fustanelle.